# BBÖ 2070/s
Die BBÖ 2070/s ist eine heute noch als Museumsstück erhaltene ehemalige Schmalspur-Diesellokomotive der BBÖ bzw. der ÖBB. Sie wurde 1927 von der Grazer Waggonfabrik gebaut. Aufgrund zahlreicher technischer Probleme blieb die Maschine ein Einzelstück.

## Geschichte
Die 2070/s war das Schmalspur-Pendant zur normalspurigen BBÖ 2020.01 und wurde lange Zeit auf der Ybbstalbahn zwischen Waidhofen und Kienberg-Gaming bzw. Ybbsitz eingesetzt. Im Sommer 1926 gemeinsam mit der Schwesterlok bestellt, kam die 2070/s im Sommer 1928 in Betrieb. Technisch befriedigte die Maschine nicht und konnte nur mit Ersatzteilen ihrer 1935 abgestellten normalspurigen Schwester am Leben erhalten werden. In der Zeit der Deutschen Reichsbahn trug sie die Betriebsnummer V 20 901. Durch die Treibstoffknappheit im Zweiten Weltkrieg wurde die Lok im Jahr 1940 als eine der ersten ihrer Art auf Antrieb mittels Treibgas umgebaut. 1946 erfolgte der Rückbau auf Dieselbetrieb. Während einer Hauptausbesserung in den Jahren 1947 und 1948 wurde die inzwischen verschlissene Antriebsanlage auf Komponenten der ebenfalls dieselelektrisch angetriebenen Triebwagenreihe VT 42 umgebaut, womit die Probleme zumindest gemildert waren. Damit musste nicht nur eine neue elektrische Steuerung konzipiert werden, sondern auch eine neue Motorbrücke konstruiert werden. Zusätzlich wurde ein Dampfheizkessel zur Heizung von Personenzügen eingebaut. Die ÖBB bezeichnete sie im neuen Nummernschema ab 1953 als 2093.01. 1961 wurden die Stirntüren geschlossen und ein dritter Stirnscheinwerfer eingebaut. Ab diesem Zeitpunkt wurde sie vornehmlich auf dem St. Pöltner Netz (Mariazellerbahn St. Pölten–Mariazell–Gusswerk und Zweigstrecke Ober-Grafendorf–Wieselburg an der Erlauf–Gresten) betrieben, diente jedoch ab 1963 meist im Verschub. Dadurch litten ihre Fahrmotore sehr und die Schäden häuften sich. 1964 wurden die Heizdampfkessel gegen Webasto-Geräte getauscht. Die 2093.01 wurde (wegen schlechten Allgemeinzustandes) jedoch erst am 1. Februar 1991 ausgemustert. Im Dezember desselben Jahres wurde sie an die ÖGLB verkauft, welche sie wieder instand setzte und seit 1994 auf der Ybbstalbahn-Bergstrecke als Museumslok einsetzt.

## Technik
Die 2070/s.01 zeigte im Einsatz dieselben motorischen Probleme wie die 2020.01. Ein Grund für ihre lange Einsatzdauer war jedoch, dass die zwischenzeitlich abgestellte 2020.01 als Ersatzteilspender fungierte. 1947/48 wurden Motor und Generator ausgetauscht, womit die Probleme zumindest gemildert waren.
Die ursprüngliche technische Ausstattung entsprach derjenigen der BBÖ 2020.01 und arbeitete nach einem dem Ward-Leonard-Prinzip ähnlichem Verfahren. Allerdings wurde so geschickt versucht, die mit Erfolg angewendeten Patente von GEBUS zu umgehen, wodurch zahlreiche Unzulänglichkeiten die Folge waren. Die Antriebsenergie lieferte ein Sechszylinder-Reihenmotor vom Typ HSS 34/6 der Grazer Waggon- und Maschinenfabrik. Dieser nach dem Hesselmann-Prinzip arbeitende Motor leistete 147 kW bei 400/min und zeichnete sich durch einen sehr harten Lauf aus. An den Motor angebaut war ein Generator von Siemens-Schuckert Typ aGM 264, welcher bei 280 V und 440 Ampére 120 kW elektrische Leistung für die vier parallel geschaltete Tatzlager-Fahrmotore vom Typ gD 62 lieferte. Diese haben eine Leistung von je 26,3 kW bei 111 A und 278 V, die Höchstdrehzahl beträgt 612/min. Durch geradeverzahnte Ritzel und Großräder ergibt sich ein verhältnismäßig hoher Geräuschpegel der Lok.
1948 erfolgte der Einbau eines Simmeringer V8-Dieselmotors vom Typ R8 aus der Baureihe VT 42. Der Motor mit Vorkammereinspritzung leistete 210 PS (154 kW) bei 1350/min. Mit dem Motor erfolgte auch der Einbau eines ebenfalls vom VT 42 stammenden Generators der Type EDG 130. Dadurch musste die elektrische Steuerung neu konzipiert werden und ähnelte fortan derjenigen des VT 42. Die vier vorhandenen Fahrmotore der 2093.01 wurden an die neue Steuerung angepasst, der Motorstrom dabei jedoch über die Fahrschalter geführt, was zu zahlreichen Ausfällen wegen Abbrand der Kontroller durch falsche Bedienung führte. Der Einbau einer elektropneumatischen Schützensteuerung wurde aus Kostengründen verworfen. Durch den Status als Einzelstück mit komplizierter Technik war die Lok beim Werkstättenpersonal wenig beliebt.
Im Zuge der Instandsetzung der Lok durch die ÖGLB kam ein gesponserter Liebherr-Dieselmotor-Prototyp zum Einbau.
Untergestell und Lokkasten bestehen zur Gänze aus Winkeleisen und Blech, welches vernietet und verschweißt wurde. Der Aufbau ruht auf zwei Diamond-Drehgestellen mit 1900 mm Achsstand und je zwei Radsätzen mit 860 mm Laufkreisdurchmesser. Gebremst wird die Lok von Anfang an über die Hardy-Saugluftbremse, 1964 wurde zusätzlich eine Druckluftbremse zur Abbremsung der Lok eingebaut. Von der originalen technischen Ausstattung blieben lediglich die Fahrmotore über.

### Farbgebung
Die Lok war ab der Lieferung lange Jahrzehnte tannengrün lackiert, in den 1960er-Jahren erhielt sie einen rot/elfenbeinfarbigen Anstrich.
Ab den frühen 1980er Jahren war sie rein blutorange lackiert, seit 1989 trägt 2093.01 wieder ein tannengrünes Farbkleid.
Aufgrund ihres Aussehens, der zeitweise rot-weißen Lackierung und des Fahrgeräusches erhielt die Lok vom Personal den Spitznamen „Tramway“.